# 长兴堡镇
长兴堡镇，是中华人民共和国贵州省铜仁市松桃苗族自治县下辖的一个乡镇级行政单位。

## 行政区划
长兴堡镇下辖以下地区：
长兴村、榔木村、桃坪村、凤花村、天堂山村、花保村、岩科村、白底村、施把村、五里村、里屋村、麻塘村、白竹村、大花村、大坪村、中坝村、坝路村、杨柳塘村、小地村、大地村、三八村、白果村、灯阳村、寨云村和大寨云村。